# Tre volti
Tre volti (Se rokh) è un film del 2018 diretto da Jafar Panahi.

## Trama
L'attrice Behnaz Jafari e il regista Jafar Panahi ricevono un video girato con uno smartphone in cui una ragazza che vive in un paese sperduto nel nord-ovest dell'Iran minaccia il suicidio perché, nonostante lei abbia superato il difficile esame di ammissione all'Accademia, i suoi sogni di fare l'attrice sono ostacolati dalla famiglia e dalla gente del villaggio.
I due partono in auto per andare a verificare l'accaduto e avranno a che fare con persone ed eventi che fanno da cornice al difficile percorso della ragazza verso Teheran e la realizzazione del suo desiderio di diventare attrice.

## Riconoscimenti
- 2018 - Festival di Cannes
  - Prix du scénario
  - In competizione per la Palma d'oro